# Perikarpell

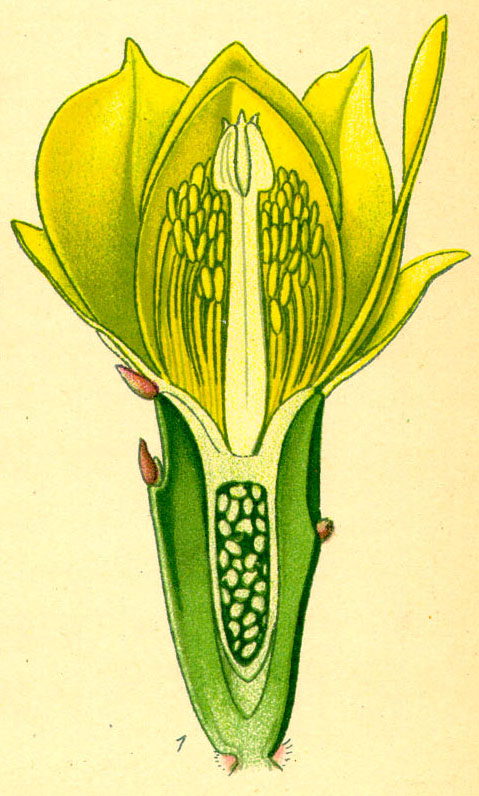
Schnitt durch eine Opuntien-Blüte. Das Perikarpell ist deutlich erkennbar.

Als Perikarpell wird eine becherförmige Umhüllung des Fruchtknotens bezeichnet, die aus mit dem Fruchtknoten verwachsenem Sprossgewebe besteht. Sie ist typisch für die Kakteengewächse und ihre Form, Behaarung oder Beschuppung dienen in der Systematik als Merkmale zur Unterscheidung der Gattungen und Arten.